# 大正テレビ寄席
『大正テレビ寄席』（たいしょうテレビよせ）は、1963年（昭和38年）6月12日から1978年（昭和53年）6月25日まで、テレビ朝日（放送開始当初はNETテレビ）系列で放送されていた、大正製薬一社提供の公開演芸番組である。ただし、当初は大正製薬の提供ではなく、関東地区においては第1回から第11回は青梅織物組合、第12回から第16回は富田家具店、第17回から日曜への枠移動当初は日本製麺のそれぞれ単独提供だった。
放送開始から1963年9月25日までは水曜 12:15 - 12:45に放送の30分番組だったが、1963年10月13日放送分から日曜 12:00 - 12:45に放送の45分番組となった。
番組開始当初から1970年3月29日まではモノクロ放送だったが、翌週の同年4月5日からはカラー放送となった。
ここではやらせリンチ事件で打ち切りになった『アフタヌーンショー』のつなぎ番組として放送されていた『この秋一番!』（このあきいちばん）についても記載する。

## 概要
東京都渋谷区の渋谷駅東口にあった複合娯楽施設・東急文化会館（2003年閉館、跡地には渋谷ヒカリエが立地）地階の映画館・東急ジャーナル（後に、東急レックス→渋谷東急3）にて公開収録された番組で、ウクレレ漫談でもお馴染みの牧伸二が司会進行を勤めた。なお、牧は毎回冒頭でウクレレ漫談を一席披露していた（そのため、牧の肩書は「司会・ウクレレ漫談」だった）。
番組でのウクレレ漫談が受けて、当時全くの無名だった牧の「出世作」となる。ただし、放送開始当初からしばらくは、ラジオで牧のウクレレ漫談のネタを書いていた落語家の三笑亭笑三との2人司会体制だった。司会が牧1人になったのは、番組開始3か月後である。
番組は基本的に演芸3組（番組開始当時は2組）とアトラクションで構成されていた。
最高視聴率は、1966年5月22日放送の36.4%（「テレビ朝日開局60周年記念 年代別にすべて発表!! 番組視聴率ランキング」の1960年代視聴率ランキング 第3位）。

## 番組の趣旨等
公録会場の東急ジャーナル側では、1957年（昭和32年）8月から毎週土曜日と日曜日の夕方に『東急文化寄席』という演芸興行を、1963年（昭和38年）6月から月曜日の夕方に『お笑い横丁』という演芸興行を、ともに有料で行っていた。番組収録は月曜日の『お笑い横丁』の一部といった位置付けであった。このため、他の公録番組と異なり観客の目がシビアであり、いわゆる「ゆるい（またはぬるい）」笑いは許されなかった。
制作を担当した山下武（柳家金語楼の実子、元日劇舞台監督）は「5秒間に1回笑わせる」「今までにない革新的な笑いを提供する」といった確固たるコンセプトを持って番組製作にあたった。コント55号を登場させたときは2人のあまりにも激しい動きにカメラがついていけず、山下は通常、ほとんど撮って出しに近い公開録画だったにもかかわらず撮り直しを命じた。その後、楽屋で2人に詫びを入れるというほどのこだわりだった。
このため、演芸番組でありながら落語家はほとんど登場せず、テレビ寄席に出演しても立って漫談を演じる程度であった（ただし、古今亭志ん朝のような例外もあった）。本格的な高座の中継や大喜利といった企画は後続番組としてネットチェンジまで午後1時台に放送されていた『日曜演芸会』の方で行われた。
新しい笑いを生み出し、番組をモダン寄席にする事をモットーに、制作者は寄席に拘らずキャバレーやストリップ小屋、ジャズ喫茶などあらゆる場所で取材し、出演交渉を行った。また、「お笑い横丁」はNETと東急がそれぞれ顔付けを行っていたが、東急側が独自に顔付けした芸人（すなわち放送には登場しない芸人）についてもつぶさにチェックし、観客の受けが良ければテレビ寄席にも登場させた。その結果、新しいタイプのお笑い芸人を多く輩出。東京のボードビルを紹介して、「演芸ブーム」の牽引役となった。

## 出演芸人について
出演芸人は次の通りである。

### 落語家
前記の通り、落語家は基本的に立ち高座だった（テロップでは「立体落語」と紹介されていた）。そのためか新作落語に強い人や、話術に優れている人が多かった。
- 初代林家三平
- 5代目月の家圓鏡（のちの8代目橘家圓蔵）
- 古今亭志ん朝
- 三遊亭小金馬（4代目三遊亭金馬を経て現：2代目三遊亭金翁）
- 3代目三遊亭圓歌
- 4代目桂米丸
- 柳家金語楼
- ほか

### 漫才師
東京漫才中心だが、関西からも時々来ていたようである。
- Wけんじ（東けんじ・宮城けんじ）
- コロムビア・トップ・ライト（コロムビア・トップ、コロムビア・ライト）
- 内海桂子・内海好江
- 獅子てんや・瀬戸わんや
- 青空千夜・一夜
- 青空球児・好児
- 晴乃チック・タック（晴乃タックは現：高松しげお）
- 春日三球・照代
- かしまし娘
- 横山やすし・西川きよし
- 中田カウス・ボタン
- 夢路いとし・喜味こいし
- レツゴー三匹
- ほか

### コミックトリオ・コント
東西問わず、人気のあるグループが呼ばれた。また、後にソロ活動でも人気者になる人たちもいる。
- コント55号（坂上二郎・萩本欽一）
- てんぷくトリオ（三波伸介・伊東四朗・戸塚睦夫）
- トリオ・スカイライン（東八郎・原田健二・小島三児）
- 漫画トリオ（横山ノック・上岡龍太郎・青芝フック）
- ナンセンス・トリオ
- チャンバラトリオ（南方英二・山根伸介ほか）
- 東京コミックショウ
- 橋達也（ストレートコンビ・橋達也と笑いの園）
- マックボンボン（井山淳・志村健）
- ほか

### コミックバンド・音楽ショー
ザ・ドリフターズにとって、コミックバンドとして、そしてコントグループとしての地位を築いたのがこの番組だった。
- ザ・ドリフターズ（いかりや長介・荒井注・高木ブー・仲本工事・加藤茶）
- ドンキーカルテット（小野ヤスシ・ジャイアント吉田・猪熊虎五郎・祝勝）
- 殿さまキングス（後に歌手に転向）
- 玉川カルテット
- ぴんからトリオ（宮史郎ほか・後に歌手に転向）
- バラクーダ
- ほか

### ボーイズもの
寄席で有名なボーイズグループが、基本的に出ていた。
- 灘康次とモダンカンカン
- 小島宏之とダイナ・ブラザーズ
- ミュージカルぼーいず
- 人見明とスイングボーイズ
- ほか

### 漫談・ものまね・諸芸
こちらも東西問わず、テレビ向けで見て受ける芸人をそろえた。
- 東京ぼん太（漫談）
- 川上のぼる（声帯模写・腹話術）
- トニー谷（ボードビリアン）
- 堺すすむ（漫談）
- 牧野周一（漫談、牧伸二の師匠）
- 南州太郎（漫談）
- 三門マリ子（歌謡漫談、後の泉ピン子）
- 坂野比呂志（大道芸）
- 早野凡平（漫談、パントマイム等）
- 八代英太（ものまね、元国会議員）
- 小野栄一（ものまね等）
- 桜井長一郎（ものまね）
- 片岡鶴八（ものまね、片岡鶴太郎の師匠）
- ゼンジー北京（マジック）
- トミ譲二とロイヤルズ（トランポリンを使ったコミックショー）
- ケーシー高峰（漫談）
- ほか

## アトラクション
演芸との間に、観客に楽しんでもらうコーナーもあった。

### マキシンのロンパリルーム
日本テレビの『ロンパールーム』のパロディで、子供達との歌と踊りのコーナー。オープニングでは牧が、童謡「むすんでひらいて」を振りを交えて唄っていたが、「まーたひらいて」の部分では、やたら強調して股を開いていた。そして子供達がステージに現れると、観客に向かって（牧）「PTAの皆さん、こんにちわー!」（子供）「こんにちわー!」と挨拶をした。

### マキシンのバーゲンセール
番組の中で最も人気の有ったコーナー。元々司会の牧が引越しで余剰になった洋服や物を、自分のショーでチャリティーオークションをしていたのを、プロデューサーからこの番組でやろうといわれ、1コーナーとしてスタートした。
まず始まりは「バーゲンだよー」の掛け声が響き、その後マーチのリズムとともに牧が、「さぁー、お待たせをいたしました、バーゲンセールのお時間で御座います」と言いながら入ってくる。この時の牧の服装は、ダボシャツ・ステテコに鉢巻の、テキ屋スタイルだった。そして、「マキシンのバーゲンセール」と書かれた台の前に立ち、オークションを始める。台の上には、赤と青の色をした洗面器があり、その中に品物が入っている（大きな物は台の下に置いてある）。品物は想像以上の値段が付き、競り落とした人は舞台に上がり金を支払い、品物を受け取る。また、商品には必ずおまけが付いた。おまけは競り落とした品物にまつわる物で、結果的にそこそこの物を競り落としたのと同じになる。その後の商品は、前に買った商品としりとりで次の商品を当てさせ、正解した観客がその商品を買う（金額は自由）。
後期になると、「ジェスチャーバーゲン」が登場。これは最初に商品を競り落として買った観客が、「ジェスチャーオンステージ」と書かれた台の上に立ち、これから出す商品をジェスチャーで観客に答えさせるというものだった。
チャリティーのため、売上金は「あゆみの箱」に寄付された。このコーナーは後半のアトラクションで、最終回まで続いた。後述の『帰ってきたテレビ寄席』では売上金は「さくらキャンペーン 桜基金」に寄付された。

### 100円均一・つかみ取り大会
番組後期のコーナー。会場から女性限定で参加者を募り、舞台に上がった参加者は参加料として100円を「あゆみの箱」に払う。牧の号砲と同時に、BGMとして軍艦マーチが流れ、つかみ取りが始まる。参加者はスーパーマーケットで使われるかごの中に、商品を入れていく。制限時間2分で終了、ここで「大当たりラッキー商品」が発表される。その商品を持っている人は、つかみ取り商品と共に、ラッキー賞がもらえた。つかみ取りの商品はすべて持ち帰れた。

### チュー拳 勝抜き大合戦
番組後期のコーナー、参加者は大人子供問わず、会場から募った。
ルールは、ソウルミュージックに合わせ、牧が「ハチ公顔負け、チュー拳ホイ！」の掛け声と共に、ジャンケンをする。勝った方はそのまま残り、負けたほうは即退場。これをテンポ良く繰り返す。3人勝ち抜くと賞品の自転車がもらえる。
制限時間終了時、たとえ勝ち抜いていても、そこで終わりとなる。時間が来た時には、バンドの一人がシンバルを鳴らして合図する。ジャンケンの掛け声は、渋谷で有名な忠犬ハチ公から来ている。

## ネット局
- テレビ朝日（旧:NETテレビ）
- 毎日放送（1963年6月 - 10月） - 詳細は後述
- 北海道テレビ放送（1968年 - ） - 開局時から放送[6]。
- 青森テレビ
- 東日本放送
- 福島テレビ→福島中央テレビ
- 新潟総合テレビ（1968年12月1日[7] - ） - 開局前のサービス放送開始時から放送。
- 中京テレビ（1969年4月6日 - 1973年3月25日）→名古屋テレビ（1973年4月1日 - 1978年6月25日）
- 広島ホームテレビ
- 瀬戸内海放送
- テレビ熊本
- 沖縄テレビ

## 関西圏での扱い

### 毎日放送の決断
1963年6月の番組開始当時は関西圏の毎日放送（MBS、当時のNETテレビ系列局）でも放送されていたが、テレビ寄席よりも若干早くスタートしMBSからNETにネットされた日曜正午の『サモン日曜お笑い劇場』が、関東ではまったく受け入れられなかったのと同様に、関西では関東の寄席のスタイルに馴染めない視聴者が多数出て、視聴率は低迷した。このため、7月からは水曜正午枠を自主編成に切り替えて3日は単発で『ハワイアンショー』を、10日からグロリア魔法瓶製作所の一社提供枠として『グロリアホームクイズ 歌って当ててハイ何点』を開始、10月改編から全国ネットとなった。

同年10月の改編でNETでは『テレビ寄席』を水曜日から日曜日へ移動することになるがMBSではそのままとなり、この結果MBSは『テレビ寄席』を、NETも『サモン日曜お笑い劇場』を時期を置いて互いに打ち切り合うことになった。

このとき、当時MBS社長だった高橋信三は「江戸笑芸は関西では受け入れられにくい。テレビ寄席の視聴率が低迷するのは当社にとって判りきっていたことで、互いに打ち切り合うという判断は正しかった」と述べたという。
ただし、互いに打ち切り合った当初は『テレビ寄席』（日本製麺）と『サモン日曜お笑い劇場』（大正製薬）ではスポンサーが異なっていたため、完全な企画ネット番組という位置付けではなかった。
また、1965年4月から8月までサンヨー食品の提供で『タンメンお笑い寄席』と改題して土曜14:00 - 14:45に遅れネットしていたなど、MBSでも放送が再開されていた期間があった。
ネットチェンジ後は、交通機関やメディアの発達により東西間の交流が活発となったため、MBS制作の全国ネット放送の演芸番組でも関東の芸人が出演したり、東京都内での収録を行った事例がある。

### お笑い劇場とダイビングクイズ
以降MBSは『サモン日曜お笑い劇場』に集中して視聴率を上げ、1975年3月31日（月曜日）より、関西圏のNETテレビ系列局となった朝日放送（ABC）も当番組をネットせず、『日曜笑劇場・あっちこっち丁稚』に差し替えていた（ただし、いずれもスポンサーは同じ大正製薬だったため、事実上企画ネット番組であった）。また、近畿圏内の独立局に番販の形で配信されることもなかった（後述）。

その一方で、テレビ寄席の枠が空いた水曜日の昼は、先行して関西ローカルで同年7月10日から開始していたグロリア魔法瓶製作所提供のMBS制作枠の全国ネット昇格となり、『グロリアホームクイズ 歌って当ててハイ何点』を経て、1964年4月の改編で『ダイビングクイズ』を投入。1965年に入るとNETが『アフタヌーンショー』を立ち上げる絡みで『ダイビング』も日曜日昼に移動して『お笑い劇場』の後続にあたる日曜午後2時台の放送に変わり、結果的に10年間継続し、その後も数々のバラエティ番組でパロディやオマージュ企画が行われるほどの人気番組に成長した。

## この秋一番!
1985年10月18日にやらせリンチ事件で打ち切りになった『アフタヌーンショー』の穴埋め番組として同年10月21日から10月31日まで生放送された。
みのもんたの司会で当時人気の芸人の演芸を披露や新宿末廣亭からの寄席中継などが放送された。

### ネット局
遅れネット局は14:00 - 14:55または15:00 - 15:55に放映していた。
系列・社名は放送当時のもの。
| 放送対象地域   | 放送局                                   | 系列                                         | ネット形態 | 備考                                                        |
| -------------- | ---------------------------------------- | -------------------------------------------- | ---------- | ----------------------------------------------------------- |
| 関東広域圏     | テレビ朝日 （全国朝日放送／ANB）         | テレビ朝日系列                               | 制作局     | 現在の正式社名はテレビ朝日（EX）                            |
| 北海道         | 北海道テレビ放送（HTB）                  | テレビ朝日系列                               | 同時ネット |                                                             |
| 青森県         | 青森放送（RAB）                          | 日本テレビ系列 テレビ朝日系列                | 遅れネット |                                                             |
| 宮城県         | 東日本放送（KHB）                        | テレビ朝日系列                               | 同時ネット |                                                             |
| 秋田県         | 秋田放送（ABS）                          | 日本テレビ系列                               | 遅れネット |                                                             |
| 山形県         | 山形放送（YBC）                          | 日本テレビ系列 テレビ朝日系列                | 遅れネット |                                                             |
| 福島県         | 福島放送（KFB）                          | テレビ朝日系列                               | 同時ネット |                                                             |
| 新潟県         | 新潟テレビ21（NT21）                     | テレビ朝日系列                               | 同時ネット | 現略称：UX                                                  |
| 長野県         | テレビ信州（TSB）                        | テレビ朝日系列 日本テレビ系列                | 同時ネット |                                                             |
| 静岡県         | 静岡けんみんテレビ （静岡県民放送／SKT） | テレビ朝日系列                               | 同時ネット | 通称・静岡けんみんテレビ 現・静岡朝日テレビ（SATV）         |
| 富山県         | 北日本放送（KNB）                        | 日本テレビ系列                               | 遅れネット |                                                             |
| 石川県         | 北陸放送（MRO）                          | TBS系列                                      | 遅れネット |                                                             |
| 福井県         | 福井放送（FBC）                          | 日本テレビ系列                               | 遅れネット |                                                             |
| 中京広域圏     | 名古屋テレビ （名古屋放送／NBN）         | テレビ朝日系列                               | 同時ネット | 現社名は名古屋テレビ放送（NBN）：通称・メ～テレ             |
| 近畿広域圏     | 朝日放送（ABC）                          | テレビ朝日系列                               | 同時ネット | 現:朝日放送テレビ                                           |
| 鳥取県 島根県  | 日本海テレビジョン放送（NKT）            | 日本テレビ系列                               | 遅れネット | 2局並行放送                                                 |
| 鳥取県 島根県  | 山陰放送（BSS）                          | TBS系列                                      | 遅れネット | 2局並行放送                                                 |
| 広島県         | 広島ホームテレビ（UHT）                  | テレビ朝日系列                               | 同時ネット | 現略称：HOME                                                |
| 山口県         | 山口放送（KRY）                          | 日本テレビ系列 テレビ朝日系列                | 遅れネット |                                                             |
| 香川県・岡山県 | 瀬戸内海放送（KSB）                      | テレビ朝日系列                               | 同時ネット |                                                             |
| 愛媛県         | 南海放送（RNB）                          | 日本テレビ系列                               | 遅れネット |                                                             |
| 高知県         | 高知放送（RKC）                          | 日本テレビ系列                               | 遅れネット |                                                             |
| 福岡県         | 九州朝日放送（KBC）                      | テレビ朝日系列                               | 同時ネット |                                                             |
| 長崎県         | 長崎放送（NBC）                          | TBS系列                                      | 遅れネット |                                                             |
| 熊本県         | 熊本放送（RKK）                          | TBS系列                                      | 遅れネット |                                                             |
| 大分県         | テレビ大分（TOS）                        | フジテレビ系列 日本テレビ系列 テレビ朝日系列 | 同時ネット |                                                             |
| 宮崎県         | 宮崎放送（MRT）                          | TBS系列                                      | 遅れネット |                                                             |
| 鹿児島県       | 鹿児島放送（KKB）                        | テレビ朝日系列                               | 同時ネット |                                                             |
| 沖縄県         | 琉球放送（RBC）                          | TBS系列                                      | 遅れネット | 現在の系列局琉球朝日放送（QAB） はRBC本社と同じビルに所在。 |

## 備考
- モノクロ時代では番組冒頭、大正製薬のオープニングキャッチが存在、日の出と共に5人家族が走り、その後大正製薬の大宮工場の空撮が映ると、「提供（ワシのマーク）大正製薬」の提供クレジットが出された。
- 番組では、牧伸二が必ず「日曜のお昼だよー、大正テレビ寄席の時間ですよー」と挨拶をすると笑いが起こったが、前記の通り月曜の夜収録で、笑いが起こってしまったそうである[11]。
- 番組では、牧伸二の女装が名物になったが、これは出演者のつなぎとして行われた物である。
- この番組は牧伸二の所属事務所である佐藤事務所のユニット制作であった。したがってキャスティングには同社の意向が反映され、三笑亭笑三とのカップリングや一部芸人の優先起用など、当初は山下武の意向にそぐわないことも多々生じた。その後でも山下はザ・ドリフターズを多くブッキングしたかったのに対し、ドリフから分裂する形で結成されたドンキー・カルテットが佐藤事務所の所属であったため、これができなかった。
- 当番組は1960年代前半から1970年代後半にかけて若手演芸人にとっては、『これに出れば世間に認められる』という登竜門的な番組でもあった。当番組の出演者であった青空球児（現：漫才協会名誉会長）は「僕らが駆け出しだった頃に『大正テレビ寄席』に出て牧さんから声をかけられたことが嬉しかった。ここから多くの人気者が出たので、（この番組の司会だった）牧さんは戦後の演芸界の救世主だ」と述懐している[12]。
- バーゲンセールの「あゆみの箱」に対して、1970年代に視聴者の子供たちから、「ぼくらの小遣いを寄付します」と番組に送られてきた。これに対処するため、バーゲンセールのコーナーの最初に、寄付を送ってきた子供たちの紹介を、テロップで行った。
- 番組と東急文化寄席のパンフレットには牧伸二の写真と、林家木久蔵（初代）の描いた牧伸二モデルのイラストが掲載されていた。
- 「ロンパリルーム」のオープニング『むすんでひらいて』は、1972年11月25日に日本コロムビアから発売された、番組挿入歌シングル（SCS-177）『マキシンのチラチラソング』（作詞：クロード・ダン / 作編曲：和田昭治）のB面に、『マキシンのむすんでひらいて』（作詞：クロード・ダン / 作曲：ジャン=ジャック・ルソー / 編曲：和田昭治）として収録された。曲は、1番は通常の『むすんでひらいて』だが、サビは「タンタカタンタン…」の擬音に変更、2番から6番まではオリジナル歌詞（先述のサビ擬音付き）となった。現在は2003年にコロムビアから発売されたCD『昭和キッズTVシングルス Vol.7』に、『チラチラソング』と共に収録されている。
- 1965年から1968年までの大晦日には『紅白歌合戦』の対抗番組として、この番組のスタッフが制作した当時の人気芸人総出演の特別番組『笑って笑って大合戦』（わらってわらってだいがっせん）が放送された。同時間の民放番組で最高視聴率の7%台を記録した。
- 終了後には、単発番組として『牧伸二芸能生活25周年記念特番・帰ってきたテレビ寄席』（まきしんじげいのうせいかつにじゅうごしゅうねんきねんとくばんかえ かえってきたテレビよせ）という特別番組が放送された（スポンサーの都合もあり、「大正」とは付かなかった。また、関西圏でもABCで同時ネット放送されたため、関西系のお笑い芸人も相当数出演する東西折衷型となった）。この番組では演芸のほか、「マキシンのバーゲンセール」「100円均一・つかみ取り大会」の復刻版が行われた。なお、「ロンパリルーム」は行わなかったが、これは「ロンパリ」という言葉が「斜視」の蔑称的意味合いを持つ言葉であるため、あえて行わなかったと思われる。
- 岡山放送（フジテレビ系列・開局から1年間はNETテレビ系列とのクロスネット）は、1969年4月の開局から1970年3月29日までは当番組を同時ネットしていたが、フジサンケイグループ陣営、朝日新聞社・NETテレビ陣営、毎日新聞社・毎日放送陣営、地元企業陣営などの経営陣の主導権争いの余波によるフジテレビ系フルネットへの移行に伴い打ち切り。クロスネット復帰後（開始時期不明）毎日放送と同時ネットで『サモン日曜お笑い劇場』を放送していたが、腸捻転解消後は本番組を再び同時ネットするようになった（『日曜お笑い劇場』は山陽放送へ移行）。
- この番組が放送された時期は、放送用VTRの規格が2インチで機器・テープとも高価で操作・編集も煩雑だったうえ、著作権法の絡みなどで番組の資料保存が安易に行えなかったこともあって放送の都度、映像は原則として上書き消去されて、ほぼすべて現存していないと考えられる。そのため、懐かしの番組の名場面集などで、VTR映像で紹介されることは皆無である（ただし、終了後に単発で放送されたものは残っている模様）。
  - 事実、2009年にテレビ朝日で放送された回顧特番『超大ヒット人気番組ぜ〜んぶ見せます!スペシャル』では、『帰ってきた』のみVTRで放送、本放送版はスチール写真で放送された。

## 関連書籍
- 荒俣宏『TV博物誌』（小学館、1997年）
- 山下武『大正テレビ寄席の芸人たち』（東京堂出版、2001年）